# Alexander Robé
Alexander Robé (* 16. Januar 1975 in Leoben) ist ein Gleitschirmpilot aus Österreich.

## Ausbildung und Beruf
Nach Absolvierung der Volksschule Liezen und Stiftsgymnasium Admont belegte er ein Studium des Montanmaschinenwesens mit Fachrichtung Automatronik an der Montanuniversität Leoben, das er mit Auszeichnung abschloss.
Zwischen 2003 und 2007 war er bei Thyssenkrupp Steering in Eschen/FL im Bereich der Fertigungsplanung eingesetzt. Seitdem arbeitet er bei AHT Cooling Systems in Rottenmann, seit 2015 im Bereich der Prozessorganisation.

## Sportliche Erfolge
Alexander Robé machte im Sommer 2000 seine Ausbildung zum Gleitschirmflieger. Nach der Teilnahme an den ersten Red Bull X-Alps im Jahre 2003 als Supporter von Gerhard Gassner entdeckte Robé ebenfalls die Leidenschaft zum Streckenflug mit dem Paragleiter. Mit Siegen in der Bewerbsfliegerei in der neu geschaffenen „Newcomer-Klasse“ der österreichischen Gleitschirmliga in den Jahren 2007 und 2008 wurde der Grundstein für effizientes Streckenfliegen gelegt. Seit 2012 befindet sich Robé durchwegs in den Top 10 der jährlichen Online-Rankings. Auf die ersten Landesmeister folgten die ersten Staatsmeister-Titel, die schlussendlich in den Jahren 2015 und 2017 zum Gewinn der weltweiten Online-Liga der FAI führten.

### Chronologie
- 2018: Österreichischer Streckenflug-Staatsmeister
- 2018: Steirischer Streckenflug Vize-Landesmeister
- 2018: weltweit größtes FAI-Dreieck der Saison: 297 km FAI-Dereieck von der Grente[5]
- 2017: Gewinner World XC Online Contest der FAI
- 2017: Gewinner XContest in den Kategorien PG Open und PG Serial
- 2017: Österreichischer Streckenflug-Staatsmeister
- 2017: Steirischer Streckenflug-Landesmeister
- 2017: erstes 200 km Alpen-FAI-Dreieck im März[6]
- 2017: neuer Grente-Rekord 307 km FAI-Dreieck[7]
- 2016: Steirischer Streckenflug Landesmeister
- 2015: Gewinner World XC Online Contest der FAI
- 2015: Gewinner XContest in den Kategorien PG Open und PG Serial
- 2015: Österreichischer Streckenflug-Staatsmeister
- 2015: Steirischer Streckenflug-Landesmeister

## Ehrungen, Auszeichnungen und Rekorde
- 2018: Goldenes Ehrenzeichen für Verdienste um die Republik Österreich
- Aero-Club-Sportmedaille in Silber (für Saison 2017)
- 2017: 3 neue Österr. Rekorde: 
  - freie Strecke über 3 Punkte: 461 km[8]
  - freie Strecke: 446 km[9]
  - freies FAI-Dreieck: 307 km[10]
- Aero-Club Sportmedaille in Gold (für Saison 2015); neue Gebietsrekorde: 307 km FAI-Dreieck von der Grente (ITA), 295 km FAI-Dreieck vom Stoderzinken (AUT)
- 2015: 3 FAI-Leistungsabzeichen (2 × Diamant[11], 1 × Gold) u. a. für den weitesten geschlossenen Flug: 267,7 km FAI-Dreieck

## Sonstiges Engagement
Robé bekennt sich zur Open-Source-Philosophie auf dem Gebiet des Gleitschirm-Wissens. Durch eine umfassende Nachbereitung der Flüge wurden die Schlüsselpassagen und Entscheidungswege während der bis zu 12 Stunden dauernden Streckenflüge beschrieben. Zusätzlich unterstützt durch 3D-Animationen konnten sich Weiterbildungswillige aus dem profunden Erfahrungsschatz des mehrfachen WXC-Gewinners bedienen. In vielen Gleitschirm-Videos wurden die Highlights der jeweiligen Saison professionell aufbereitet und für Schulungszwecke eingesetzt. Speziell durch die Aufbereitung des Stoderzinken-Dreiecks, das er nach einer Idee von Werner Luidolt 2013 als Erster auf 175 km flog, zählt es mittlerweile nebst dem Grente-FAI-Dreieck zu den wohl bestdokumentierten Gleitschirm-FAI-Dreiecken der Welt.
Alle Erkenntnisse, die Robé während seines Fliegerlebens gesammelt hat, stehen in seinem Lessons Learned-Kompendium unentgeltlich zur Verfügung. Dieses Wissen kann nach Kategorien wie Streckenflug bzw. Wettkampf, Fluggebieten und Wetterlagen bedarfsgerecht gefiltert werden.